# Leishmania
Leishmania is een geslacht van trypanosome protozoa, en betreft parasieten die verantwoordelijk zijn voor de infectieziekte leishmaniasis. De parasiet wordt verspreid door zandvliegen die vooral leven van bloed van kleine zoogdieren.

## Levenscyclus

Levenscyclus bij de mens

Leishmaniasis wordt overgedragen bij de steek van met Leishmania besmette vrouwelijke zandvliegen, De zandvlieg injecteert het infectieuze stadium, de metacyclische promastigoten, in de gastheer bij het opzuigen van het bloed. (1)  De metacyclische promastigoten, die de steekwond bereiken worden door de macrofagen gefagocytoseerd (2)  en omgevormd in amastigoten. (3)  De amastigoten vermenigvuldigen zich in de geïnfecteerde cellen en tasten verschillende weefsels aan, afhankelijk van de plaats in de gastheer en afhankelijk van de Leishmania-soort. Deze weefselspecialisaties geven verschillende klinische beelden van de verschillende vormen van leishmaniasis. (4)  De zandvliegen worden besmet tijdens het opzuigen van het bloed van besmette gastheren, waarbij ze ook met amastigoten besmette macrofagen binnenkrijgen. (5,6)  In de middendarm van de zandvliegen veranderen de parasieten in promastigoten, (7)  die zich vermenigvuldigen en veranderen in metacyclische promastigoten, die vervolgens naar de proboscis van de zandvlieg gaan.(8) 

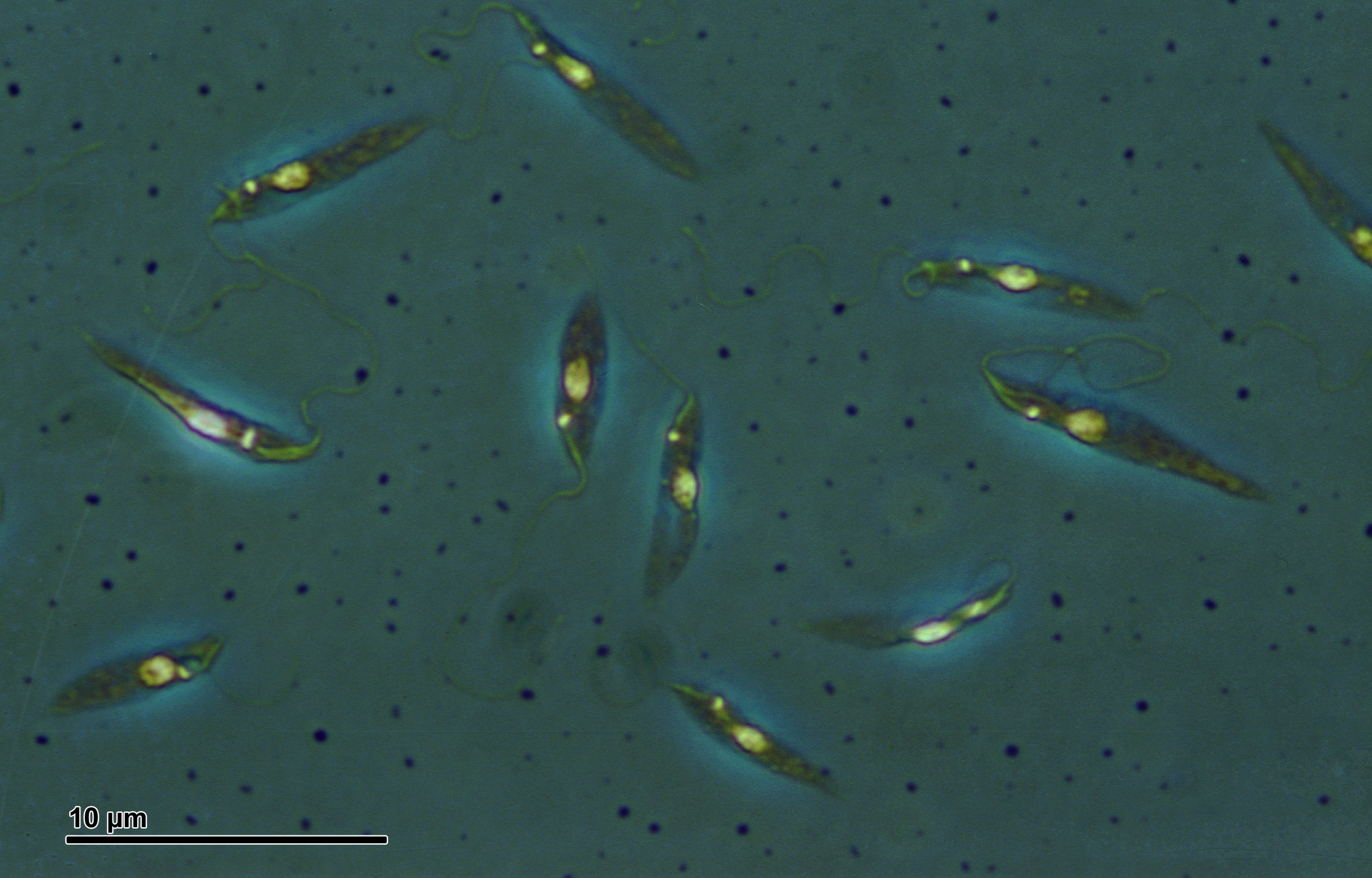
Promastigoten van Leishmania tropica
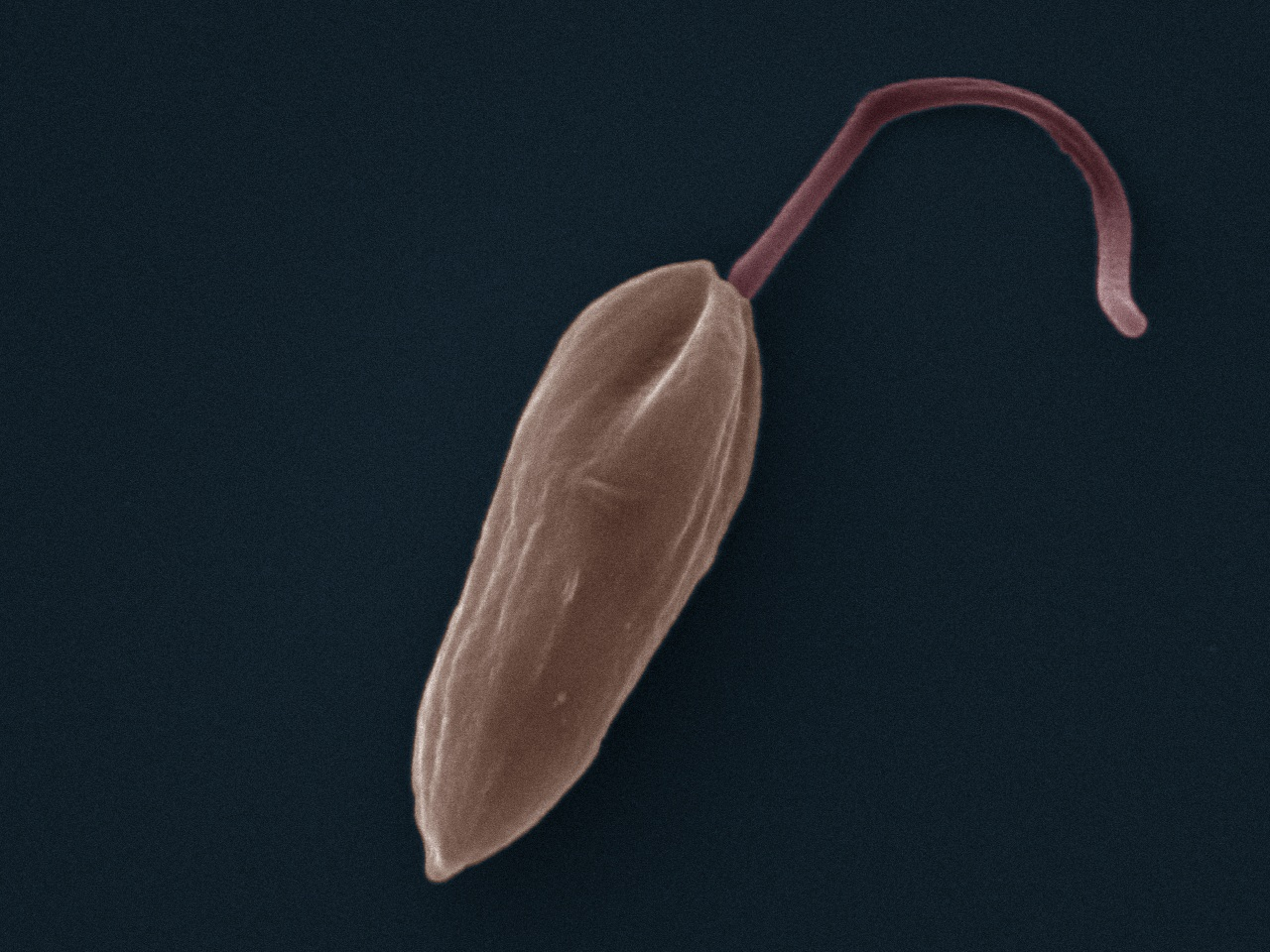
Promastigoot van Leishmania mexicana
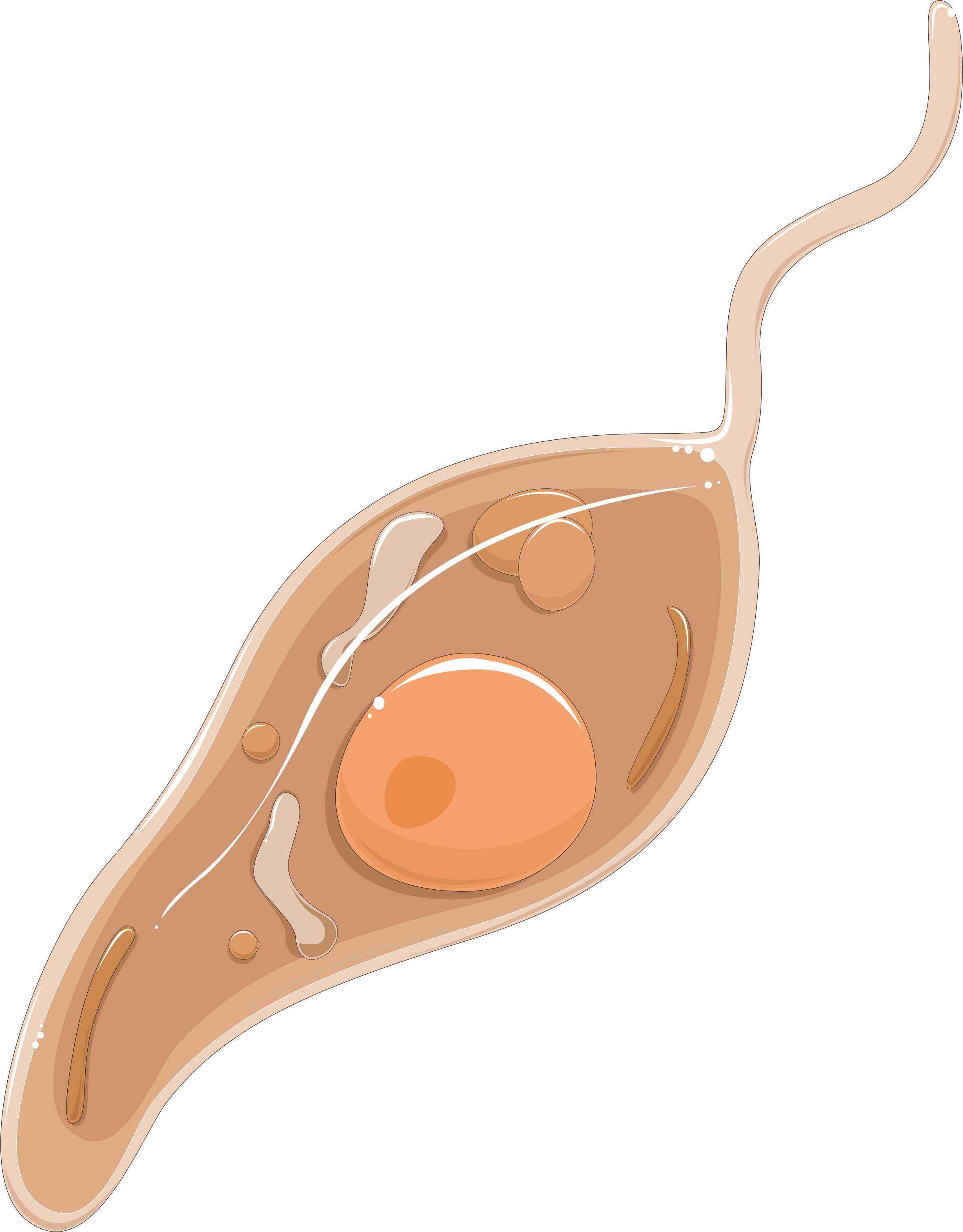
Promastigoot
- Macrofagen geïnfecteerd met Leishmania amazonensis en op hun beurt weer geïnfecteerd met metacyclische Leishmania major-promastigoten.
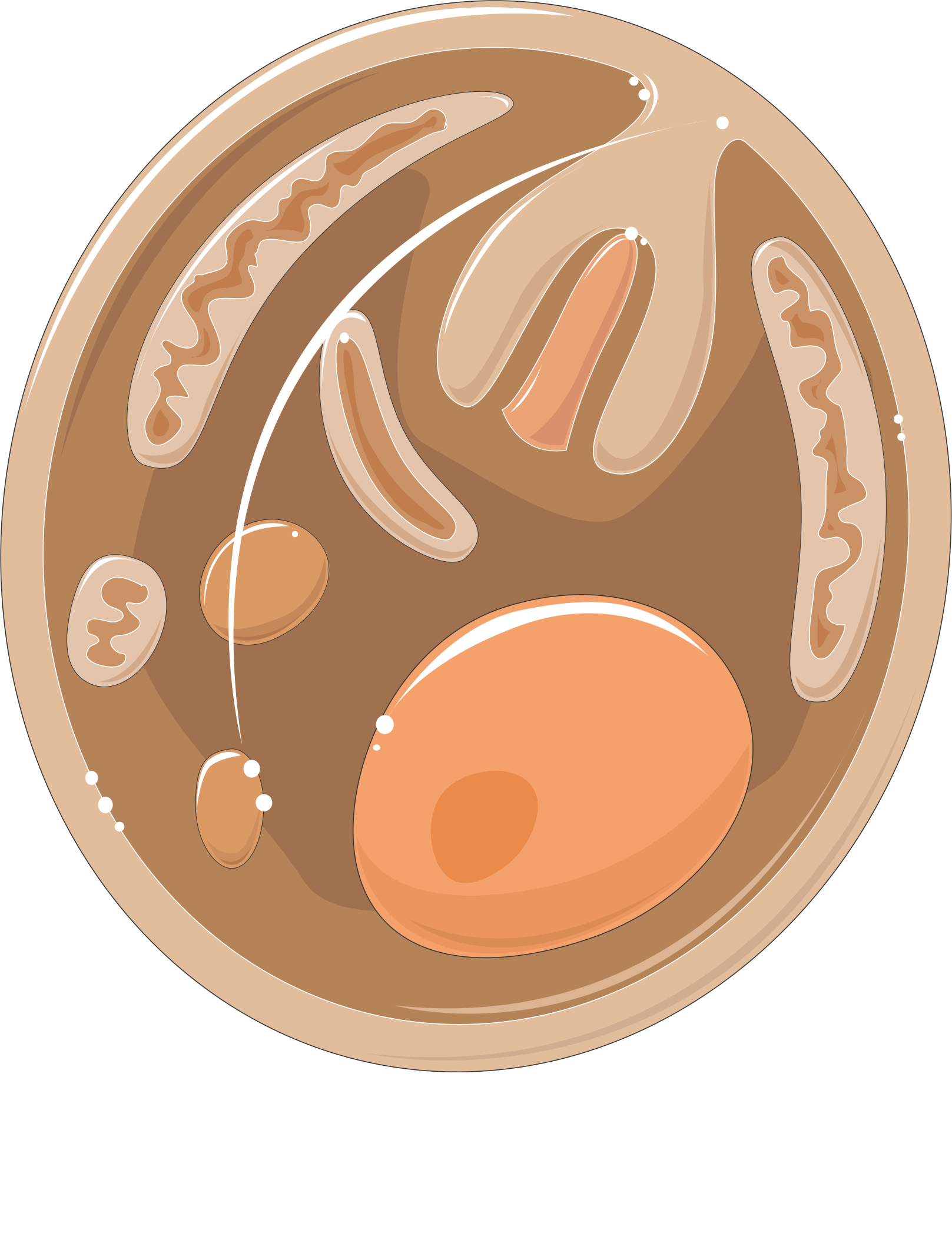
Amastigoot
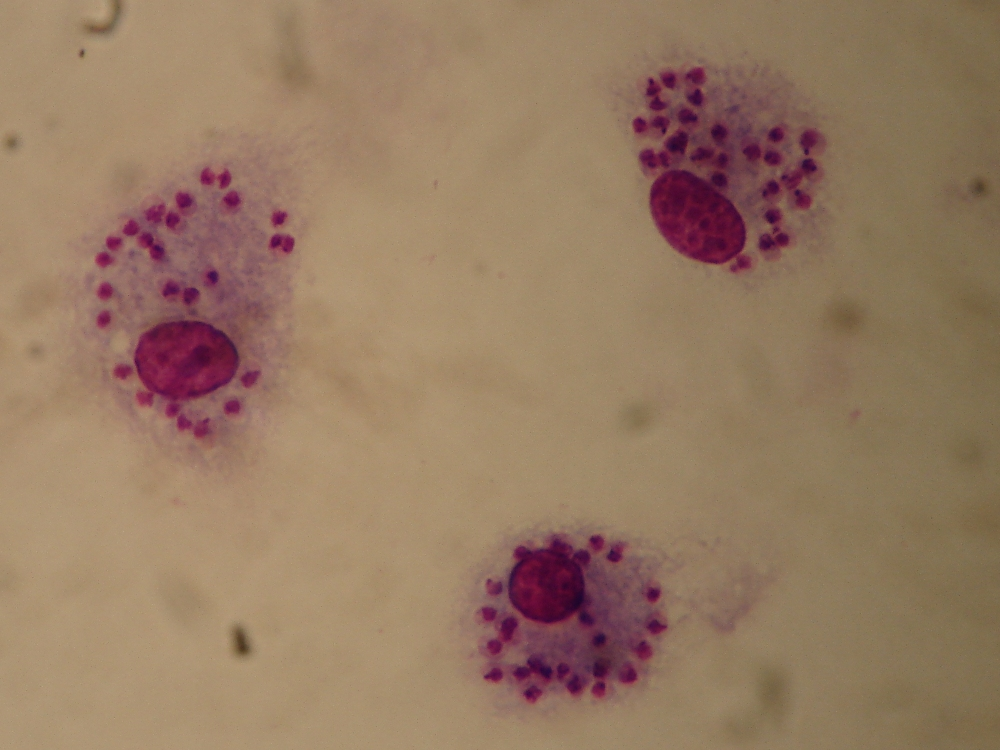
Amastigoot
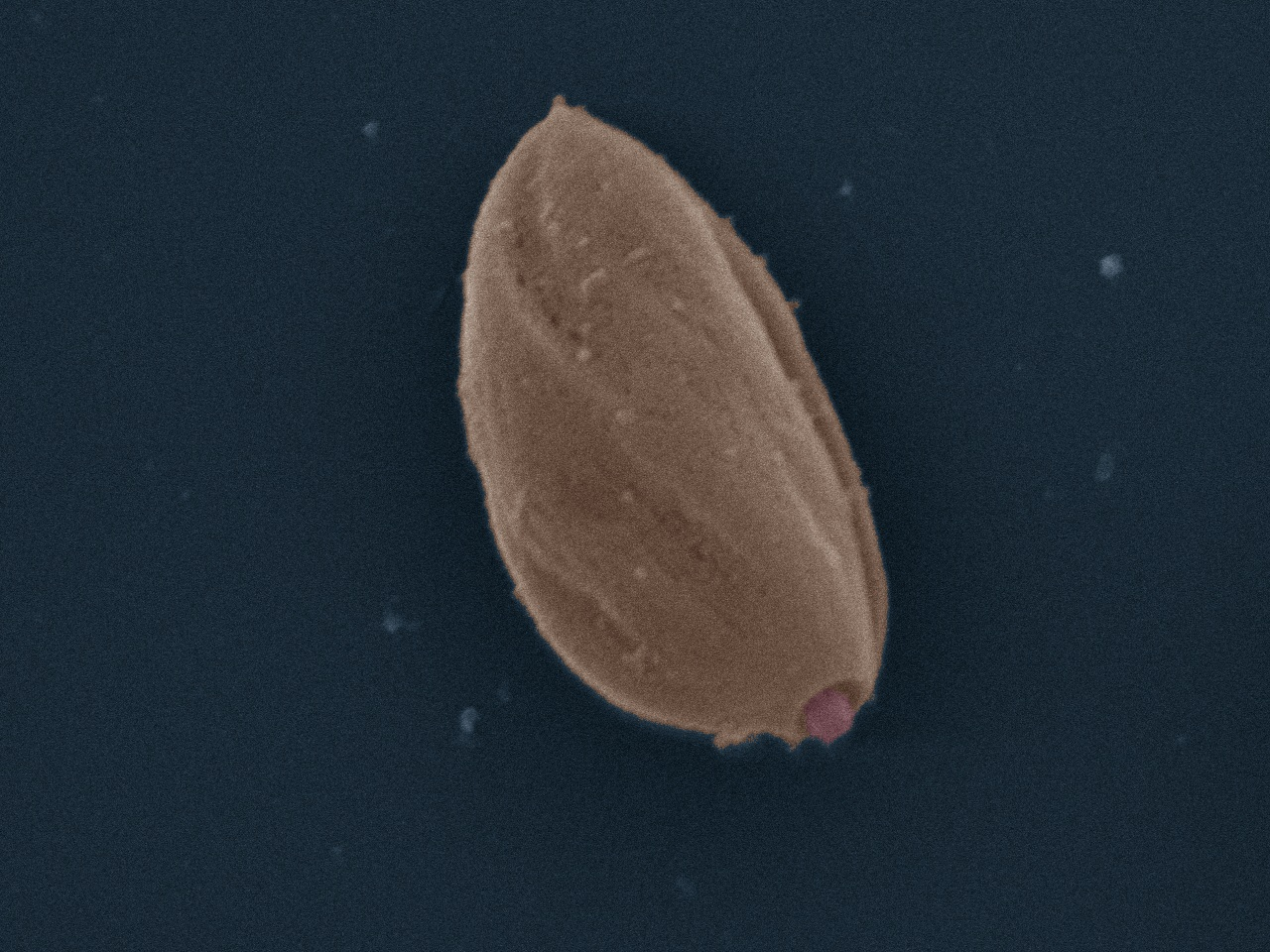
Amastigoot van Leishmania mexicana

## Taxonomie
Subgenus Leishmania
- Leishmania aethiopica
- Leishmania amazonensis
- Leishmania arabica
- Leishmania donovani
- Leishmania gerbilli
- Leishmania infantum
- Leishmania killicki
- Leishmania major
- Leishmania mexicana
- Leishmania tropica
- Leishmania turanica

Subgenus Mundinia
- Leishmania enrittii
- Leishmania macropodum
- Leishmania martiniquensis[4]
- Leishmania orientalis

Subgenus Sauroleishmania
- Leishmania adleri
- Leishmania agamae
- Leishmania ceramodactyli
- Leishmania garnhami
- Leishmania gulikae
- Leishmania gymnodactyli
- Leishmania hemidactyli
- Leishmania hoogstraali
- Leishmania nicollei
- Leishmania senegalensis
- Leishmania tarentolae

Subgenus Viannia
- Leishmania braziliensis
- Leishmania colombiensis
- Leishmania guyanensis
- Leishmania lainsoni
- Leishmania lindenbergi
- Leishmania naiffi
- Leishmania panamensis
- Leishmania peruviana
- Leishmania pifanoi
- Leishmania shawi
- Leishmania utingensis